# الجهاز المركزي للإحصاء (إندونيسيا)
الجهاز المركزي للإحصاء الإندونيسي هو معهد حكومي غير إداري في إندونيسيا مسؤول عن إجراء المسوحات الإحصائية. عميلها الرئيسي هو الحكومة، لكن البيانات الإحصائية متاحة أيضًا للجمهور. وتشمل المسوحات السنوية الاقتصاد الاجتماعي الوطني والمحلي، والمؤسسات الصناعية والسكان والقوى العاملة.
أنشئ في عام 1960. المعهد مسؤول مباشرة أمام رئيس إندونيسيا. تشمل وظائفه تقديم البيانات إلى المعاهد الحكومية الأخرى وكذلك للجمهور وإجراء المسوحات الإحصائية لنشر إحصاءات دورية عن الاقتصاد والتغيير الاجتماعي والتنمية. تساعد إحصائيات إندونيسيا أيضًا أقسام معالجة البيانات في المكاتب العامة الأخرى على دعم الأساليب الإحصائية القياسية وتعزيزها.

## التاريخ
أنشأت حكومة جزر الهند الشرقية الهولندية في فبراير 1920 المكتب الإحصائي لأول مرة بواسطة مدير الزراعة والتجارة وكان مقره في بوجور. في مارس 1923 تم تشكيل لجنة تسمى لجنة الإحصاء لتمثيل أعضاء كل إدارة. تم تكليف اللجنة بتخطيط الإجراءات لضمان تحقيق الوحدة في الأنشطة الإحصائية في إندونيسيا. في 24 سبتمبر 1924 تم استبدال اسم المؤسسة باسم المكتب المركزي للإحصاء وتم نقل المؤسسة إلى جاكرتا.
في يونيو 1942 أعادت حكومة اليابان تنشيط الأنشطة الإحصائية التي تركز على تلبية احتياجات الحرب والجيش. في 26 سبتمبر 1960 سنت حكومة جمهورية إندونيسيا القانون رقم 7 لعام 1960 بشأن الإحصائيات كبديل لإحصائية مرسوم 1934، ولادة هذا القانون هو نقطة الانطلاق لرحلة الجهاز المركزي للإحصاء في ملء الاستقلال في مجال الإحصاءات التي كانت ينظمها نظام التشريع الاستعماري.
كبديل للقانونين، تم إنشاء القانون رقم 16 لعام 1997 بشأن الإحصاء. بناءً على هذا القانون الذي تمت متابعته بالتشريع أدناه، تم تغيير اسم المكتب المركزي للإحصاء رسميًا إلى المكتب المركزي للإحصاء.

## التعداد
استنادًا إلى قوانين جمهورية إندونيسيا رقم 6 لعام 1960 بشأن التعداد، ستعقد هيئة الإحصاء الإندونيسية التعداد الوطني كل 10 سنوات. النظام التنظيمي للتعداد يشمل التالي:
- مؤشر التعداد السكاني كل عام حسب الرقم النهائي هو «صفر» بعد عام 1961، ومعد التعداد في 1970 و1980 و1990 و2000 و2010.
- مؤشر التعداد الاقتصادي كل عام حسب العدد النهائي هو "6"، ومعد التعداد في 1986 و1996 و2006 و2016.
- مؤشر التعداد الزراعي كل عام حسب الرقم النهائي هو "3"، ومعد التعداد في 1963 و1973 و1983 و1993 و2003 و2013.